# دانشگاه هانام
دانشگاه هانام (Hannam University) (한남대학교) یک دانشگاه خصوصی مسیحی در دایجئون، کره جنوبی است. در سال ۱۹۵۶ تأسیس شد.

## تحول[۱]
این دانشگاه تلاش خود را صرف آموزش زبان‌های خارجی و علوم پایه کرده‌است و اساتید خارجی را جذب کرده و دارای تجربه آزمایشگاهی کافی است.

## دانشکده‌ها
- دانشکده هنرهای لیبرال
- دانشکده آموزش و پرورش
- دانشکده علوم طبیعی
- دانشکده مهندسی
- دانشکده اقتصاد و مدیریت بازرگانی
- دانشکده حقوق
- دانشکده علوم اجتماعی
- دانشکده هنر و طراحی
- دانشکده علوم زیستی و فناوری نانو
- کالج جهانی لینتون کالج جهانی لینتون[۲]
- کالج شبانه

## بعضی کارکنان
- کانگ سونگ یون
- کوون سانگ وو
- پارک گوانگ هیون